# Seth Rider
Seth Rider (Germantown, 6 de março de 1997) é um triatleta estadunidense.

## Carreira
Em 2021, ele fez parte da equipe dos Estados Unidos que conquistou o ouro no revezamento misto no Campeonato Mundial de Triatlo em Montreal. Ele também ganhou uma medalha de prata no revezamento misto nos Jogos Pan-Americanos de 2023, além de terminar em quinto lugar na corrida individual.
Em 2024, Rider explicou que estava tentando "aumentar seu limiar de E. coli antes de competir no triatlo masculino nas Olimpíadas de Paris, a fim de se preparar melhor para os altos níveis detectados no Sena . Ele alegou que conseguiu isso "não lavando [as] mãos depois de [ir] ao banheiro e coisas assim"..
Nos Jogos Olímpicos de Verão de 2024, em Paris, conquistou a medalha de prata no revezamento misto, ao lado de Taylor Spivey, Morgan Pearson e Taylor Knibb, com o tempo de 1:25:40.